# مركز سرطان ييل
تأسس مركز سرطان ييل في عام 1974 كنتيجة لتشريع الكونغرس في عام 1971، الذي أعلن الحرب على السرطان في البلاد. وهو واحد من شبكة مختارة من 49 مركز شامل للسرطان في جميع أنحاء البلاد، تم تعيينه من قبل المعهد الوطني للسرطان (NCI)، وهو الوحيد في جنوب نيو انغلاند. يديرها مركز تشارلز فوش، ومركز الطب البشري، ومركز السرطان، ويجمع بين موارد مدرسة طب جامعة ييل (YSM) ، ومستشفى ييل نيو هافن (YNHH)، وكلية ييل للصحة العامة (YSPH)، وجامعة ييل.

## النظرة العامة والتاريخ
منذ ما يقارب ثمانين عامًا مضت، كانت هيئة التدريس في كلية الطب في جامعة ييل رائدة في المفاهيم الحديثة للعلاج الكيميائي عن طريق إعطاء أول عامل مضاد للسرطان، خردل النيتروجين، لمريض مصاب بالسرطان.  اليوم، يتعاون العلماء والأطباء في مركز السرطان في ييل لتصميم وتطوير أحدث علاجات السرطان والعلاج المركب للمرضى في المرحلة الأولى والثانية والثالثة من التجارب السريرية.

منذ إصدار قانون السرطان الوطني في عام 1972، كلّف المعهد القومي للسرطان مراكز شاملة للسرطان، مثل ييل، تطوير العلوم الأساسية التي تترجم إلى علاجات مبتكرة لمرضى السرطان.

يهدف المركز لتوفير أعلى مستوى من الرعاية السريرية عن طريق ترجمة الاكتشافات البحثية الواعدة من المختبرات إلى علاجات مبتكرة للسرطان. يوفر هذا النهج للمرضى الوصول المبكر إلى علاجات جديدة غير متوفرة بعد في المجتمع أو في مراكز السرطان الأخرى.

## الرعاية السريرية
في مركز سرطان ييل، يجتمع العلم والطب حيث يتم تطبيق أحدث الأبحاث مباشرة على رعاية المرضى. يقودها روي هيربست، دكتور في الطب، رئيس قسم الأورام الطبية ومدير مشارك لبحوث الترجمة، يعمل أطباء الأورام في جامعة ييل على رعاية المرضى في مستشفى سميلو للسرطان. لتنظيم رعاية المرضى، قام مركز ييل للسرطان ومستشفى سمايلو للسرطان بتطوير 13 برنامجًا متعدد التخصصات لتزويد الأطباء والمتخصصين في مركز السرطان في جامعة ييل بالفرصة لتركيز خبراتهم على أنواع معينة من السرطان.

تتوفر التجارب السريرية والدراسات البحثية للمرضى المناسبين المصابين بأمراض مبكرة أو في مرحلة متأخرة والذين هم تحت رعاية طاقم الأورام في المركز. لدى مركز ييل للسرطان حاليا أكثر من 150 تجربة سريرية متاحة للمرضى في أكثر من 20 منطقة مرضية مختلفة.

## الأبحاث
كانت كلية الطب في جامعة ييل مقرًا لأول قسم طبي متخصص في علم الأورام في الجامعة، ومنذ ذلك الحين أصبحت هيئة التدريس الرائدة في هذا المجال رائدة في علاج السرطان.

تعتبر الأبحاث الأساسية في مجال السرطان من العلامات المميزة لمركز سرطان ييل، والتي تجذب ما يقارب 88 مليون دولار أمريكي لتمويل أبحاث السرطان ييل كل عام. يعتبرمركز ييل موطناً لبعض من كبار الباحثين في العالم في مجال السرطان، الذين قدموا دفق مستمر من التقدم في عدد من التخصصات وساهموا في فهم أساسي للسرطان وتطوير أساليب علاجية وتشخيصية جديدة.

تضم محفظة أبحاث مركز السرطان في جامعة ييل سبعة برامج بحثية: 
- العلاجات التنموية.
- علم وراثة السرطان، الجينوم، وعلم التخلق.
- علم مناعة السرطان.
- الفيروسات وغيرها من الأمراض المرتبطة بالعدوى.
- الوقاية من السرطان ومكافحته.
- البيولوجيا الإشعاعية والعلاج الاشعاعي.
- نقل الإشارة.

نجح برنامج أبحاث علاج التداوي في مركز سرطان ييل في اكتشاف مجموعة واسعة من العوامل الجديدة، التي يخضع العديد منها الآن لاختبار ما قبل السريري والسريري. وتركز أحدث مبادرة لبرنامج التطوير العلاجي، وهو فريق أبحاث في المرحلة الأولى، بشكل خاص على تطبيق تعزيز الاكتشافات المختبرية في تصميم وإجراء التجارب السريرية في مركزسرطان ييل.